# Sint-Martinuskerk (Kerksken)
De Sint-Martinuskerk is de parochiekerk van de tot de Oost-Vlaamse gemeente Haaltert behorende plaats Kerksken, gelegen aan Kerkskendorp.

## Geschiedenis
Op een hellend vlak werd in de 16e eeuw een laatgotische kruiskerk opgericht. In 1892 werd deze vergroot in neogotische stijl, waarbij baksteen werd toegepast.
Van de 16e-eeuwse kerk bleven de zuidelijke transeptarm, de onderbouw van de vieringtoren en een deel van de west- en zuidgevel behouden.
Op 25 april 1990 stortte de vieringtoren echter in waardoor ook de voorkant van de kerk werd verwoest. De oorzaak was vermoedelijk een instabiele ondergrond. Er werd een nieuwe kerk en toren gebouwd in sobere moderne stijl. Het zandstenen zuidelijk transept en een deel van het koor bleven behouden. De nieuwe kerk werd in 1996 in gebruik genomen.

## Interieur
Het kerkmeubilair is grotendeels neogotisch. Ook zijn er enkele 18e-eeuwse kerkmeubelen zoals een preekstoel en biechtstoelen.